# Henriette Goldschmidt

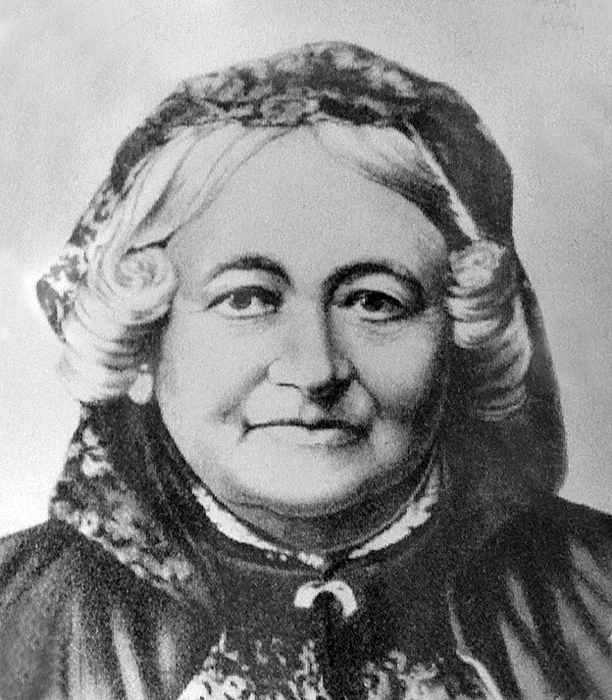
Henriette Goldschmidt

Henriette Goldschmidt, född 23 november 1825 i Krotoszyn, Provinsen Posen, Kungariket Preussen, 
död 30 januari 1920 i Leipzig, var en tysk pedagog och kvinnorättskämpe. 
Hon var veteran i kampen för höjandet av kvinnans bildning. Hon arbetade för att kvinnorna skulle utbilda sig så att de skulle vara mogna för offentlig verksamhet och kunna delta i lagstiftning. Hon ville även att mödrarna skulle uppfostra döttrar till att politiskt kunna delta inom områden i det offentliga livet.
Tillsammans med Auguste Schmidt, Louise Otto-Peters och Ottilie von Steyber grundade hon 1866 Allgemeiner Deutscher Frauenverein.
Hon inrättade år 1876 Lyzeum für Damen i Leipzig. Tidigare fanns inga utbildningsmöjligheter för kvinnor i Tyskland efter att de avslutat flickskolan.